# Castelnavia
Castelnavia,  rod vodenog bilja iz porodice Podostemaceae, dio reda malpigijolike. Postoji 12 vrsta u tropskoj Americi (Brazil, Bolivija, Surinam).

## Vrste
1. Castelnavia cuneifolia P.Royen
2. Castelnavia fimbriata Tul. & Wedd.
3. Castelnavia fluitans Tul. & Wedd.
4. Castelnavia lindmaniana Warm.
5. Castelnavia monandra Tul. & Wedd.
6. Castelnavia multipartita Tul. & Wedd.
7. Castelnavia noveloi C.T.Philbrick & C.P.Bove
8. Castelnavia orthocarpa Tul. & Wedd.
9. Castelnavia pendulosa (C.T.Philbrick & C.P.Bove) C.T.Philbrick & C.P.Bove
10. Castelnavia princeps Tul. & Wedd.
11. Castelnavia pusillina Tul. & Wedd.
12. Castelnavia serpens Tul. & Wedd.

## Sinonimi
- Carajaea (Tul.) Wedd.